# Hort de Feliu

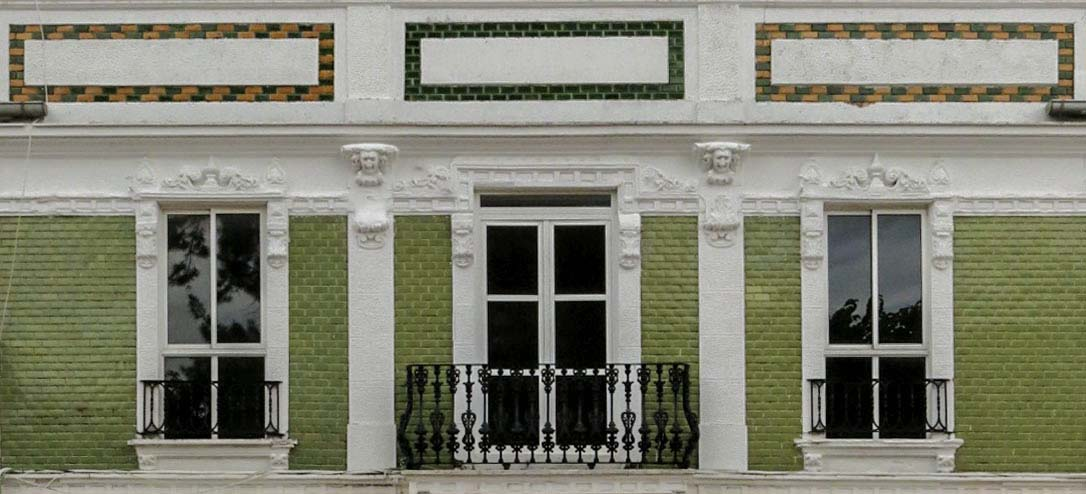
Hort de Feliu, Alginet

L’Hort de Feliu és un edifici modernista situat a Alginet (Ribera Alta, País Valencià), construït a principis del segle XX com a residència burgesa enmig d’un hort de tarongers. Actualment, es troba en estat de deteriorament i ha estat inclòs en la Llista Roja del Patrimoni de Hispania Nostra.
L’edifici presenta una façana principal simètrica de dues plantes amb cinc finestres i balcons de ferro forjat. Combina elements historicistes i modernistes, amb motius vegetals i figures antropomorfes als canelobres que sostenen la cornisa. A la planta superior, les finestres estan emmarcades amb rajoles esmaltades de color verd.
Originalment, la finca incloïa una vivenda, una bassa, un pou i jardins. Amb el temps, ha patit diverses modificacions estructurals, com la incorporació d’un aulari i un centre ocupacional, que van comportar la pèrdua dels elements artístics interiors. Als anys noranta, els jardins es van ocupar per construir un institut d’educació secundària obligatòria i pistes esportives. L’any 2014, l’edifici va acollir el Museu Valencià d’Història Natural, però actualment es troba tancat.
Segons Hispania Nostra, l’edifici es troba en un estat de conservació deficient. Les façanes laterals han desaparegut per l’annexió d’edificis contemporanis, mentre que la façana principal presenta problemes estructurals i pèrdua d’elements decoratius per erosió. L’interior ha estat profundament alterat per reformes que han modificat la distribució original i eliminat la decoració. Els forjats de fusta cedeixen, les bigues estan combades pel pes del paviment de terratzo instal·lat als anys vuitanta, i els falsos sostres amaguen l’estructura original i presenten goteres, humitats i despreniments.
El febrer de 2024, l’Hort de Feliu va ser inclòs en la Llista Roja del Patrimoni de Hispania Nostra, que recull monuments en risc de desaparició, destrucció o alteració essencial dels seus valors.